# Wounds Wide Open
Wounds Wide Open es el quinto álbum de estudio de la banda de metal gótico To/Die/For lanzado en 2006.

## Canciones
1. Intro - Sorrow - 1:50
2. Wicked Circle - 3:55
3. Guilt Ridden State - 3:40
4. Like Never Before - 4:06
5. Under A Velvet Sky - 2:44
6. Scar Diary - 4:04
7. New Heaven - 4:00
8. The Quiet Room - 3:45
9. Liquid Lies - 3:53
10. (I Just) Want You (Cover de Ozzy Osbourne) - 4:34
11. Sorrow Remains - 4:24

- Datos: Q3278647